# Набережная Орфевр, 36
«Набережная Орфевр, 36» (фр. 36 Quai des Orfèvres) — французский детективный фильм, вышедший на экраны в 2004 году.

## Сюжет
В Париже орудует банда налётчиков, с особой жестокостью грабящая инкассаторские грузовики. Добыча ловких убийц: семь грузовиков, девять зверски убитых охранников, два миллиона евро наличными.
Начальник уголовной полиции дивизионный комиссар Парижа Робер Мансини становится шефом Префектуры парижской полиции и ищет себе замену.  
За расследование этих преступлений возьмутся сразу две бригады уголовной полиции, во главе которых стоят бывшие друзья комиссар Дени Клейн (Бригада по Борьбе с Бандитизмом, (фр Brigade de répression du banditisme (BRB)) и комиссар Лео Вринкс (Бригада розыска и реагирования, (фр. Brigade de recherche et d'intervention (BRI)). У них совершенно разные методы работы и цели.  Мансини  обещает комиссарам Вринксу и Клейну, что тот, кто поймает банду, грабящую бронированные грузовики, получит вакантную должность. Два полисмена начинают совместное расследование, и когда Вринкс максимально близко приближается к разгадке, попадая в тяжелую ситуацию, Клейн подло подставляет его, не осознавая, чем это может закончиться.

## В ролях
| Актёр          | Роль          |
| -------------- | ------------- |
| Даниэль Отёй   | Лео Вринкс    |
| Жерар Депардьё | Дени Клейн    |
| Андре Дюссолье | Робер Мансини |
| Рошди Зем      | Юго Сильен    |
| Валерия Голино | Камиль Вринкс |
| Даниэль Дюваль | Эдди Валанс   |
| Милен Демонжо  | Ману Берлинер |
| Катрин Маршаль | Эв Верхаген   |
| Франсис Рено   | Тити Брасоро  |
| Ален Фиглаж    | Франсис Орн   |
| Оливье Маршаль | Кристо        |

## Создание
- Режиссёром фильма выступил бывший офицер полиции Оливье Маршаль, до написания сценария фильма проработавший двенадцать лет в полиции. Отдельные части сценария созданы на основе реальных происшествий, имевших место во Франции в 1980-х.
- Набережная Орфевр, 36 — адрес главного управления французской криминальной полиции, находящегося на острове Сите в самом центре Парижа.
- В роли Лолы Вринкс снялась дочь Даниэля Отёя Аврора. Сам Даниэль сыграл её отца Лео Вринкса.
- В фильме снялись сразу 3 актёра, становившиеся лауреатами премии «Сезар» за лучшую мужскую роль — Жерар Депардьё, Даниэль Отёй и Андре Дюссолье.

## Номинации и награды
Фильм претендовал на премию «Сезар» в 8 номинациях, но не получил ни одной награды.
- Лучший фильм
- Лучшая мужская роль (Даниэль Отёй)
- Лучшая мужская роль второго плана (Андре Дюссолье)
- Лучшая женская роль второго плана (Милен Демонжо)
- Лучший режиссёр (Оливье Маршаль)
- Лучший адаптированный или оригинальный сценарий
- Лучший звук
- Лучший монтаж